# Armadillo troglophilus
Armadillo troglophilus är en kräftdjursart som beskrevs av Albert Vandel 1955. Armadillo troglophilus ingår i släktet Armadillo och familjen Armadillidae. Inga underarter finns listade i Catalogue of Life.